# Міннеконжу

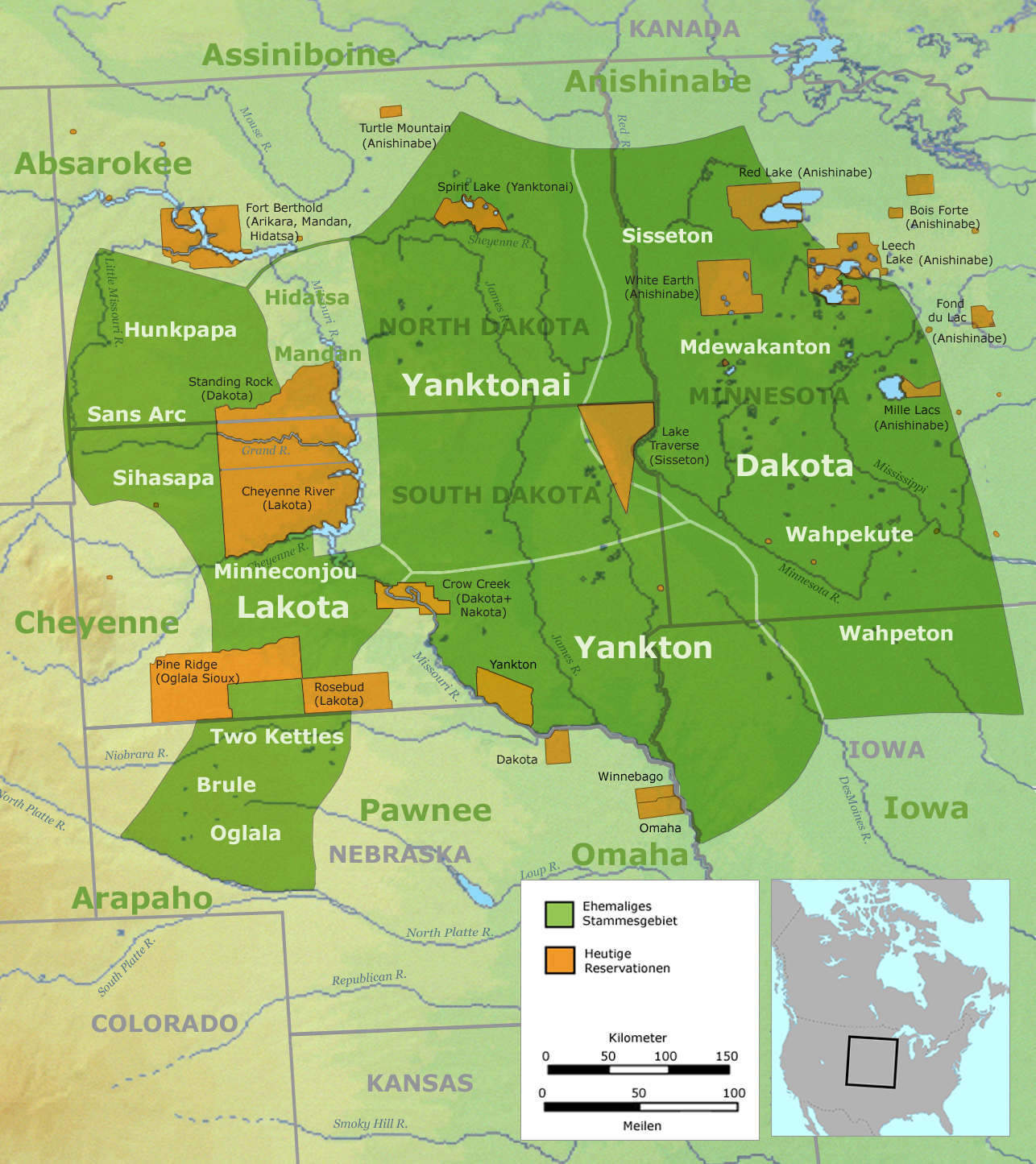
Історична область розселення міннеконжу та сусідніх племен.

Міннеконжу (лакота: Mnikȟówožu, Hokwoju — Рослини біля води) — індіанський народ, який є підвидом народу лакота, який раніше населяв територію на заході сучасної Південної Дакоти від Блек-Гіллс до річки Платте. Сучасне населення живе переважно в західно-центральній частині Південної Дакоти. Мабуть, найвідомішим вождем міннеконжу був Доторкнись до хмар.

## Історія міннеконжу тіспей або племені

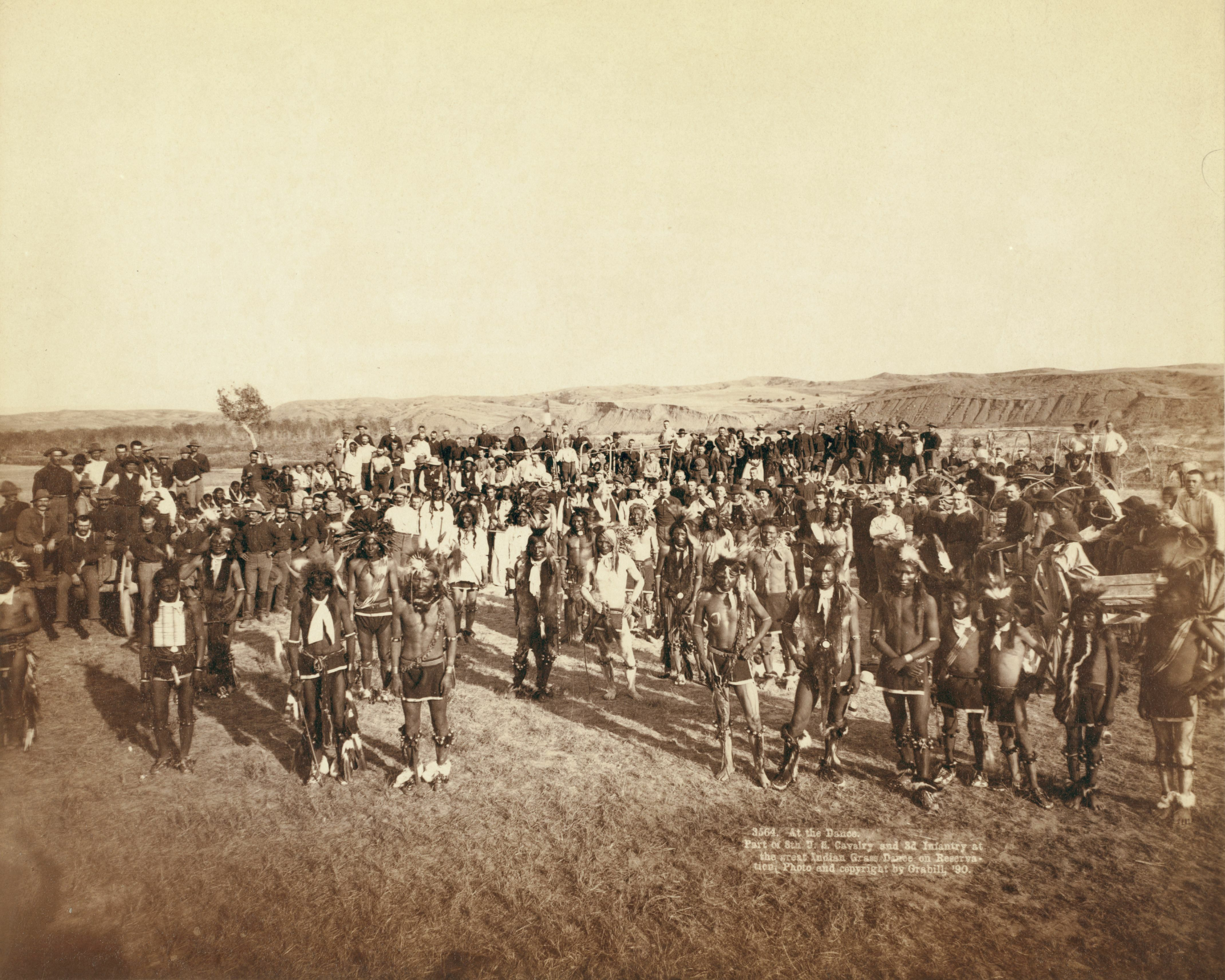
Група Великої Ноги, міннеконжу, 1890 р.

Разом із санс арк (Itázipčho, Itazipcola, Hazipco — Ті, хто полює без луків) та оохенунпа (Oóhe Núŋpa, Oóhenuŋpa, Oohenonpa — Два киплячі або Два чайники) їх часто називали центральною лакотою та розділене на кілька племен або тіспей:
- Unkche yuta («Пожирачі гною»)
- Glaglaheca («Неохайний», «Недбалий», «Бездіяльний»)
- Shunka yute shni («Їдять не собак», відокремлений від Wanhin Wega)
- Nige Tanka («Великий живіт»)
- Wakpokinyan («Мухи вздовж річки»)
- Inyan ha oin («Сережка з мідіями»)
- Siksicela або Shikshichela («Поганці», «Погані в різний спосіб»)
- Wagleza-oin («Сережка з підв'язками»)
- Wanhin Wega («Зламана стріла», Shunka yute shni та Oóhenuŋpa відокремилися приблизно в 1840 р.)
- Високий Ведмідь

Oóhenuŋpa або Два Чайники спочатку були частиною міннеконжу тіспей під назвою Wanhin Wega, відокремилися приблизно в 1840 р. І стали окремим оятом або племенем.

## Лідери міннеконжу
Джозеф Білий Бик (Ptesan Hunka) пояснив, що до того, як наприкінці 19 століття обмежився резервацією, міннеконжу визнав шість спадкових лідерів у своєму племені, яких обирали з кожного клану. Цими особами були:
- Звільняє Місце
- Чорний Щит
- Самотній Ріг із групи міннеконжу під назвою Wakpokinyan (Мухи вздовж потоку)
- Білий Порожнистий Ріг
- Білий Лебідь
- Прилітаючий

Ці чоловіки стали відомими воєначальниками серед міннеконжу, просунувшись до лав чоловічих товариств воїнів. «Через це з ними поводились як із вождями», — пояснив Білий Бик. «Вони носили сорочки, прикрашені скальпами».[джерело?] Він визначив цих двох лідерів як:
- Кульгавий Олень
- Чорний Місяць

Інші помітні міннеконжу:
- Горб або Високий Хребет
- Білий Бик, син , що Робить Кімнату
- Великий Ворон, син Чорного Щита
- Доторкнись до Хмар, син Одинокого Горна
- Маленький Ведмідь, син Білого Порожнього Рогу
- Білий Лебідь, син Білого Лебедя
- Прилітаючий
- Божевільне Серце, син Кульгавого Оленя
- Плямистий Лось, син Одинокого Горна, зведений брат Доторкнись до Хмар
- Вождь Плямистий Лось, пізніше відомий як Вождь Велика Нога
- Борода Дьюї
- Нога Ведмедя